# Liste der denkmalgeschützten Objekte in Aigen im Ennstal
Die Liste der denkmalgeschützten Objekte in Aigen im Ennstal enthält die 7 denkmalgeschützten, unbeweglichen Objekte der Gemeinde Aigen im Ennstal im steirischen Bezirk Liezen.

## Denkmäler
| Foto |                 | Denkmal | Standort                                  | Beschreibung | Metadaten |
| ---- | --------------- | --- | ----------------------------------------- | --- | --- |
| ja   | Datei hochladen | Puttererschlössl mit Schlosskapelle HERIS-ID: 36841 Objekt-ID: 35863                                                 | Aigen 19 Standort KG: Aigen               | Das Puttererschloss steht auf einer Anhöhe über dem Putterersee. Der ursprünglich mittelalterliche wehrhafte Hof stand von 1437 bis 1829 im Besitz der Putterer. Der heutige Bau ist ein dreigeschoßiges Stöckl aus dem 16. Jahrhundert mit einem steilen Walmdach. Das Äußere wurde im 19. und 20. Jahrhundert umgestaltet, innen sind teilweise noch Tonnengewölbe erhalten. Neben dem Schloss befindet sich die freistehende Schlosskapelle Mariahilf. Die Messerlaubnis ist mit 1737 dokumentiert, der Altar stammt aus dem 2. Viertel des 18. Jahrhunderts. | BDA-Hist.: Q37972299 Status: Bescheid Stand der BDA-Liste: 2025-06-30 Name: Puttererschlössl mit Schlosskapelle GstNr.: .54 Puttererschlössl |
| ja   | Datei hochladen | Kath. Pfarrkirche hl. Florian HERIS-ID: 81473 Objekt-ID: 95247                                                       | Aigen 96 Standort KG: Aigen               | Die Filialkirche wurde von 1990 bis 1992 mit dem Architekten Volker Giencke erbaut. | BDA-Hist.: Q23541633 Status: § 2a Stand der BDA-Liste: 2025-06-30 Name: Kath. Pfarrkirche hl. Florian GstNr.: 372/3 St. Florian, Aigen im Ennstal |
| ja   | Datei hochladen | Kath. Filialkirche hll. Johannes d. Täufer und Evangelist und ehem. Friedhofsfläche HERIS-ID: 51531 Objekt-ID: 57202 | Hohenberg 5 Standort KG: Aigen            | → Hauptartikel : Johanneskapelle (Hohenberg) f1 | BDA-Hist.: Q38045772 Status: § 2a Stand der BDA-Liste: 2025-06-30 Name: Kath. Filialkirche hll. Johannes d. Täufer und Evangelist und ehem. Friedhofsfläche GstNr.: .12/1 Hl. Johannes der Täufer, Aigen im Ennstal |
| ja   | Datei hochladen | Hallstattzeitliche Siedlung und Hügelgräber am Kulm bei Aigen HERIS-ID: 103366 Objekt-ID: 119858                     | Kulm bei Aigen Standort KG: Aigen         | Der Inselberg Kulm bei Aigen wird mit seinen Gräberfeldern als Zentralort des prähistorischen Ostalpenraumes und damit des frühzeitlichen Salzhandels angenommen. | BDA-Hist.: Q114706050 Status: Bescheid Stand der BDA-Liste: 2025-06-30 Name: Hallstattzeitliche Siedlung und Hügelgräber am Kulm bei Aigen GstNr.: 298/52, 298/30, 298/34, 298/60, 298/31, 193, 298/25, 298/26, 298/27, 298/28, 298/8, 298/35, 298/63, 298/64, 298/24, 298/11, 298/36, 298/62, 298/16, 298/38, 298/45, 298/61, 298/37, 298/44, 298/17, 298/43 |
| ja   | Datei hochladen | Sog. Kettinger Kreuz HERIS-ID: 108094 Objekt-ID: 125497                                                              | südöstlich Ketten 25a Standort KG: Ketten | | BDA-Hist.: Q37811941 Status: § 2a Stand der BDA-Liste: 2025-06-30 Name: Sog. Kettinger Kreuz GstNr.: 1688 Kettinger Kreuz |
| ja   | Datei hochladen | Grenzstein HERIS-ID: 108099 Objekt-ID: 125502                                                                        | Vorberg 28, östlich Standort KG: Vorberg  | An der Straße von Oppenberg nach Aigen stehender Grenzstein mit Wappen und Jahreszahl 1702. | BDA-Hist.: Q37811956 Status: § 2a Stand der BDA-Liste: 2025-06-30 Name: Grenzstein GstNr.: 793/4 Grenzstein Vorberg |
| ja   | Datei hochladen | Ortskapelle HERIS-ID: 81596 Objekt-ID: 95374                                                                         | bei Vorberg 52 Standort KG: Vorberg       | | BDA-Hist.: Q38176108 Status: § 2a Stand der BDA-Liste: 2025-06-30 Name: Ortskapelle GstNr.: .157 Ortskapelle Vorberg |